# アングルシー島
アングルシー島 （Anglesey /ˈæŋɡəlsiː/、古典語：Anglesea）またはモーン島（ウェールズ語：Ynys Môn [ˈənɨs ˈmoːn]）は、イギリスのウェールズ北西岸に接する島。人口は約7万人。
ウェールズ語を話す人口が優勢である。グレートブリテン島本土との間にメナイ海峡があり、1826年建造のメナイ吊橋と新たに建設されたブリタニア橋の二つが架かっている。
アングルシーは、ホリー島や周辺の小島を含む連合王国の州の一つである。面積は714平方キロメートルで、ウェールズ最大、イギリスでは第5位の島である。島の東部には石灰岩の帯水層からの湧水で潤う湿地があり、1998年にグレートブリテン島本土のリーン半島の湿地と共にラムサール条約登録地となった。
ローマ帝国時代から鉛、亜鉛、鉄などの鉱山が栄えていた。硫酸鉛鉱（Anglesite、PbSO4）は本島で発見されたことから命名された。

## 地質
島全体が先カンブリア時代の片岩と千枚岩で出来ており、北西部では、その上に花崗岩があり、中央部との間にオルドビス紀の粘板岩が北部にかけて分布する。東部には石炭紀の石灰岩が北部から南部まで見られる。このように非常に古い地質時代の岩石がよく観察できることからジオパークに指定されている。南西部海岸には砂丘もある。

## 歴史
有史以前の巨石やメンヒルが現在でも残る。歴史的に、アングルシーはドルイド僧に長く支配されてきた。古代ローマ帝国の侵入と破壊によりドルイドはその地位を追われ、神殿や神聖な場所が破壊された。抵抗運動がやみ、正式に帝国の一部となったのは、グネウス・ユリウス・アグリコラが総督を務めていた78年のことであり、ローマ人たちは島を「モナ」（Mona）と呼んだ。
Mônとはウェールズ語でのアングルシー島の名前であるが、起源はローマ支配下に遡る。英語での名前は古ノース人からもたらされた「オングル島（Ongull's Island）」である。古ウェールズ語ではYnys Dywyll ("暗い島")であった。かつて島は本土の一部であった。61年にドルイドにより一時奪い返されるが、78年に再びローマ領となった。現在、道はホリーヘッドからスランヴァイルプールグウィンギルまでローマ時代のものが確認されている。また、硬貨や装飾品が発掘され、19世紀のロマン派の時代に議論されていた。4世紀後半にローマ支配が終わり、5世紀初めにはアイルランドの海賊によって植民地化された。ブリテン島から発生したブリトン人がアイルランドを駆逐した。470年に残党が一掃されるまで戦いが続いた。853年にデーン人により荒廃させられた後、13世紀にイングランド海軍がやってくるまでそのままであった。
ローマ人の後、ヴァイキング、サクソン人、ノルマン人が侵入し、13世紀にイングランド王エドワード1世の手に落ちた。

## 気候・経済

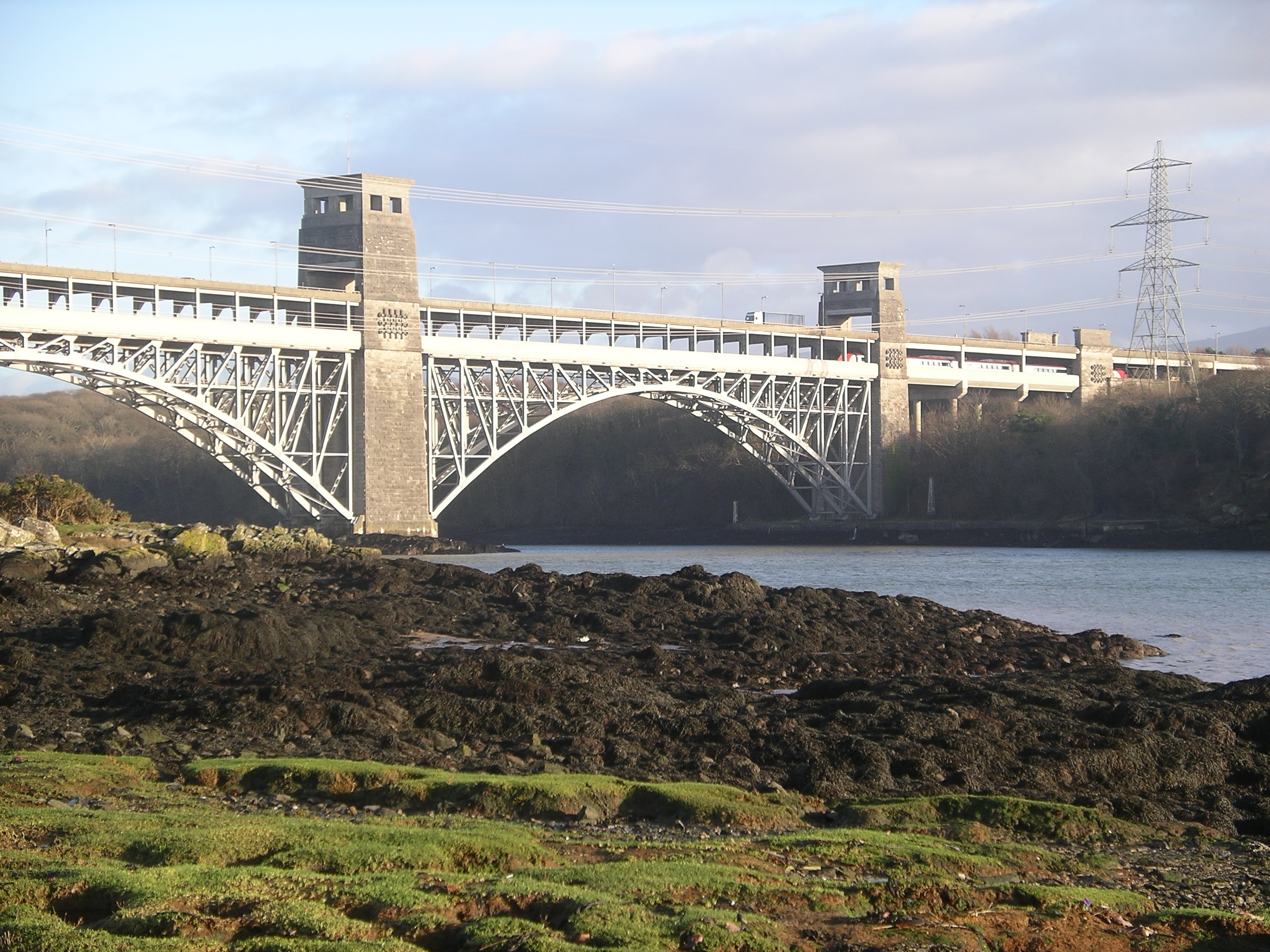
ブリタニア橋

アングルシー島は平坦な島である。多くの小さな町が島の至る所にある。東岸は良質の砂浜があり、北岸は断崖が続く。18世紀には石炭採掘が主産業であったが、現在は観光業と農業収入が主である。島の気候は温暖であるが、湾岸に吹く強風に左右される。これを生かし風力発電のタービンが20以上稼働しており、電力会社が注目している。地味は過去に比べて多様性に富む。北岸にはウィルファ原子力発電所がある。アルミニウム精製、化学工業、養殖漁業も行われている。
現在、老朽化した原子力発電所の代替として、隣接した土地に日立製作所が新しい原子力発電所を建設する予定である。島は過疎化が進んでおり、アルミ工場も半ば閉鎖状態のため、住民の多く（60%から70%）は原子力発電所を歓迎しているが、原発反対運動もある。
年間およそ2百万人の観光客が、北ウェールズやイギリス北部方面からやってくる。短期滞在にしろ観光にしろ、多くは良質の砂浜と海岸線の光景を満喫している。余暇の過ごし方は、セイリング、サイクリング、ウォーキング、ウィンドサーフィン、水上オートバイ、魚釣りなどである。
アイルランド・イギリス間フェリー航路の寄港地である。
西岸には2000ｍ級の滑走路を有するアングルシー空港があり、自治体により運営されている。民間空港と共用でイギリス空軍の基地であるRAFヴァリーが設けられており、BAe ホークを用いたジェット機操縦訓練およびヘリコプターによる捜索、救急に利用されている。